# Футуризм (эсхатология)
Футуризм — точка зрения в христианской эсхатологии, согласно которой большинство событий пророчеств книги Откровение (а также связанных с ними пророчеств в других книгах Библии) сбудутся в будущем, многие из этих событий, вероятно, будут близки друг к другу по времени.
Альтернативными интерпретациями в христианской эсхатологии являются историцизм, претеризм и идеализм.